# URW Type Foundry
Die URW Type Foundry GmbH (ehemals URW++ Design & Development GmbH) ist ein  Schriftenhersteller mit Sitz in Berlin (bis 2020 in Hamburg). Bekannte Schriften von URW sind u. a. Nimbus Sans L, Nimbus Roman No9 L, URW Antiqua, URW Grotesk, URW Palladio, URW Latino, URW Classico, URW Alcuin und Corporate A-S-E in Zusammenarbeit mit Kurt Weidemann.
URW wurde u. a. auch dadurch bekannt, dass sie einige ihrer Schriften als Free Fonts (kostenlos nutzbare digitale Schriften) für die Open Source Community zur Verfügung gestellt hat. Diese werden u. a. in Open-Source-Projekten wie Ghostscript verwendet.

## Geschichte
URW wurde als Unternehmensberatung Rubow Weber GmbH 1971 von Gerhard Rubow und Jürgen Weber in Hamburg gegründet. Bald kam Peter Karow als dritter Partner hinzu, und später wurde die Firma umbenannt in URW Software & Type GmbH (kurz:URW).
In den folgenden Jahren wurden Produkte im Bereich der graphischen Industrie entwickelt: Satz- und Layout-Programme für Verlage zum Einsatz des Digiset und Software für Bildbearbeitung im Hell-Chromacom-System der Firma Hell.
1983 entwickelte URW ein System zum Schneiden von unterschiedlichen Beschriftungen und Figuren in farbige, selbst klebende Folien für die Außenwerbung. 1975 wurde Ikarus vorgestellt, ein Programm, das die Konturen eines Buchstabens zusammen mit allen notwendigen Informationen für den elektronischen Satz digital speichern kann, es wurde zu einem Standard in der Schriftenindustrie. Zur Überarbeitung und Manipulation von Einzelbuchstaben oder ganzen Gruppen von Zeichen entwickelte URW einen graphischen Editor und ferner eine Vielzahl von Programmen, um Schriften digital für unterschiedliche Satzsysteme verfügbar zu machen.
Neben der Software-Entwicklung begann URW, eine eigene Schriftenbibliothek aufzubauen. Begonnen hat dies ab 1975 durch die Zusammenarbeit mit Letraset und später mit der International Typeface Corporation (kurz: ITC), der Peter Karow anbot, die Reinzeichnungen der ITC-Entwerfer, die zu Zeiten des Fotosatzes von jedem einzelnen Satzsystem-Hersteller für sein jeweiliges Programm abfotografiert und aufbereitet werden mussten, einmalig zu digitalisieren und die auf Plottern geschnittenen reprofähigen Vorlagen allen Herstellern zur Verfügung zu stellen. Erst durch das DTP bekamen diese zunächst für den analogen Gebrauch bestimmten digitalen Daten eine neue Bedeutung. URW erweiterte daher kontinuierlich ihre digitale Schriftenbibliothek.
1995 musste URW Konkurs anmelden. 1996 führten ehemalige Mitarbeiter unter dem Namen URW++ Design & Development GmbH die Schriftentwicklung fort. URW++ übernahm Urheberrechte und Marken für Schriften und Software von der früheren URW.
Die Jahre 1995 bis 2015 waren davon geprägt, die Firma als Font Foundry noch stärker am internationalen Markt zu etablieren. 2016 hält URW++ Rechte an Tausenden von Original-Schriften, darunter zunehmend auch nichtlateinische Schriften. Besonders der lange und enge Kontakt zu chinesischen und japanischen Firmen, für die URW eine spezielle Software zum Bearbeiten der Kanji-Zeichen entwickelte, hat dabei eine besondere Bedeutung.
URW ist beteiligt an der Entwicklung der Hausschriften für Daimler AG, Siemens AG oder die Deutsche Telekom AG.
2016 wurde URW++ an Global Graphics verkauft und 2018 in URW Type Foundry GmbH umbenannt. Alleiniger Geschäftsführer der URW Type Foundry war bis 2020 Peter Rosenfeld.
Am 18. Mai 2020 wurde URW an Monotype Imaging verkauft. In der Folge wurde Christopher Kollat Mit-Geschäftsführer. Das Büro in Hamburg wurde im Oktober 2020 geschlossen. Zum November 2020 schied Peter Rosenfeld als Geschäftsführer aus; der Firmensitz wurde nach Berlin verlegt.